# Masque de sauvage
Masque de sauvage – ou encore Tête de sauvage, masque, ou Tahitien – est une sculpture réalisée par l'artiste français Paul Gauguin en 1894-1895 lors de son dernier séjour à Paris avant son départ définitif pour la Polynésie. Réalisée en grès chamotté modelé et émaillé, elle représente une tête d'homme dans laquelle on peut tout aussi bien reconnaître un dieu polynésien qu'un autoportrait symbolique de l'artiste, qui dans une lettre la qualifie de « pièce de céramique unique ». Depuis un don fait en 1947 par Lucien Vollard, le frère du marchand d'art Ambroise Vollard, elle est conservée au musée Léon-Dierx, à Saint-Denis de La Réunion.